# Halte Kruidbergerweg
De Halte Kruidbergerweg (ook bekend als Duin en Kruidbergerweg) was een spoorweghalte aan de Spoorlijn Haarlem - Uitgeest. De halte werd geopend op 1 juni 1888 mede op verzoek van Jacob Theodoor Cremer van Landgoed Duin en Kruidberg. De halte heeft gefunctioneerd tot 1927 toen de lijn geëlektrificeerd werd.
De halte lag aan het oude trace dat in 1957  iets omgebogen werd ten behoeve van een aansluiting naar de Velserspoortunnel.  De halte was gelegen direct ten westen van het in 1957 geopende station Santpoort Noord, aanvankelijk 'station Kruidbergerweg' genoemd.